# Nasuticladius wirthi
Nasuticladius wirthi är en tvåvingeart som beskrevs av Freeman 1961. Nasuticladius wirthi ingår i släktet Nasuticladius och familjen fjädermyggor. Inga underarter finns listade i Catalogue of Life.